# Гаттас, Дэн Кристиан
Дэн Кристиан Гаттас (нем. Dan Christian Ghattas) — немецкий интерсекс-активист, соучредитель OII Europe, на данный момент исполнительный директор этой организации, преподаватель университета и автор. В 2013 году он написал первый международный отчёт сравнительный анализ положения дел по вопросам соблюдения прав интерсекс-людей, «Права человека между полами» (англ. Human Rights between the Sexes).

## Правозащитная деятельность
Гаттас начал работать над проблемой соблюдения прав интерсекс-людей в 2009 году. Наряду с Мириам ван дер Хав, он стал сопредседателем OII Europe, и позднее исполнительным директором этой организации, выступая на мероприятиях по всей Европе, включая создание документа Совета Европы по вопросам «Прав интерсекс-людей в Черногории». Он предоставлял экспертные услуги ряду учреждений, в том числе мальтийскому правительству, парламенту Европейского союза, Управлению Верховного комиссара ООН по правам человека и Комитету по правам инвалидов.
Гаттас участвовал во всех четырех международных форумах интерсекс-людей и помог организовать первый форум. В 2015 году Гаттас присоединился к международному консультативному совету по созданию первого филантропического фонда по правам интерсекс-людей.

## Работы
Гаттас написал и является редактором несколько книг. Он автор отчёта «Права человека между полами» или «Menschenrechte zwischen den Geschlechtern», опубликованной на английском и немецком языках в 2013 году Фондом Генриха Бёлля. Отчёт считается первым международным сравнительным анализом прав интерсекс-людей. По данным отчёта интерсекс-люди подвергаются дискриминации во всем мире. Ранее, в 2012 году, Гаттас  стал соавтором первого исследования жизни трансгендерных людей в Германии под названием «Studie zur Lebenssituation von Transsexuellen в Северном Рейне-Вестфалии».

## Выборочная библиография
- Гаттас, Дэн Кристиан. «Вставая на защиту прав интерсекс-людей». — В The Legal Status of Intersex Persons, 2018 — С. 429–444.
- Гаттас, Дэн Кристиан. «Вставая на защиту прав интерсекс-людей». —  ILGA-Europe; OII Europe, 2015
- Гаттас, Дэн Кристиан, Heinrich-Böll-Stfitung, Unmüßig, Barbara, Mittag, Jana. «Права человека между полами. Предварительное исследование» — Берлин: Генрих-Белл-Стифт, 2013. ISBN 978-3-86928-107-0.
- Барт, Элиза; Беттгер, Бен; Гхаттас, Дэн Кристиан; Шнайдер, Ина Inter Erfahrungen intergeschlechtlicher Menschen in der Welt der zwei Geschlechter. NoNo-Verlag, 2013 — ISBN 978-3-942471-03-9.
- Фукс, Вибке; Гаттас, Дэн Кристиан; Рейнарт, Дебора; Видманн, Шарлоттаc, Studie zur Lebenssituation von Transsexuellen в Северном Рейне-Вестфалии. Кёльн, 2014.
- Агиус, Сильван; Карпентер, Морган; Гхаттас, Дэн Кристиан, «Третий пол: шаг на пути к прекращению интерсекс-дискриминации». — Der Spiegel, 2007